# Kanra
Kanra (甘楽町, Kanra-machi) és una ciutat de la prefectura de Gunma, al Japó.
A 1 de febrer de 2015, la ciutat tenia 13.092 habitants.

## Geografia
Kanra es troba al sud-oest de la prefectura de Gunma.

### Municipis de l'entorn
- Fujioka
- Takasaki
- Tomioka
- Shimonita

## Història
Durant el període Edo, l'àrea de l'actual Kanra era en gran part del domini Obata, un domini feudal Han sota el shogunat Tokugawa a la província de Kōzuke.
El poble d'Obata, el poble d'Akihata, la ciutat de Fukushima i el poble de Niiya es van crear al districte de Kitakanra de la prefectura de Gunma l'1 d'abril de 1889 amb la creació del sistema de municipis després de la Restauració Meiji. L'any 1950, el Districte de Kitakanra va ser rebatejat com Districte de Kanra. El poble d'Akihata es va fusionar amb Obata el 1955, i els pobles de Fukushima i Niiya es van incorporar a Obata l'1 de febrer de 1959, creant la ciutat de Kanra.

## Economia
La economia de la ciutat depèn fortament de l'agricultura.